# Thérouanne
Thérouanne (Nederlands: Terwaan; vroeger in Vlaanderen ook Terenburg) is een gemeente in het Franse departement Pas-de-Calais, in het noorden van Frankrijk. De gemeente telde op 1 januari 2022 1.128 inwoners en ligt in het arrondissement Sint-Omaars. 

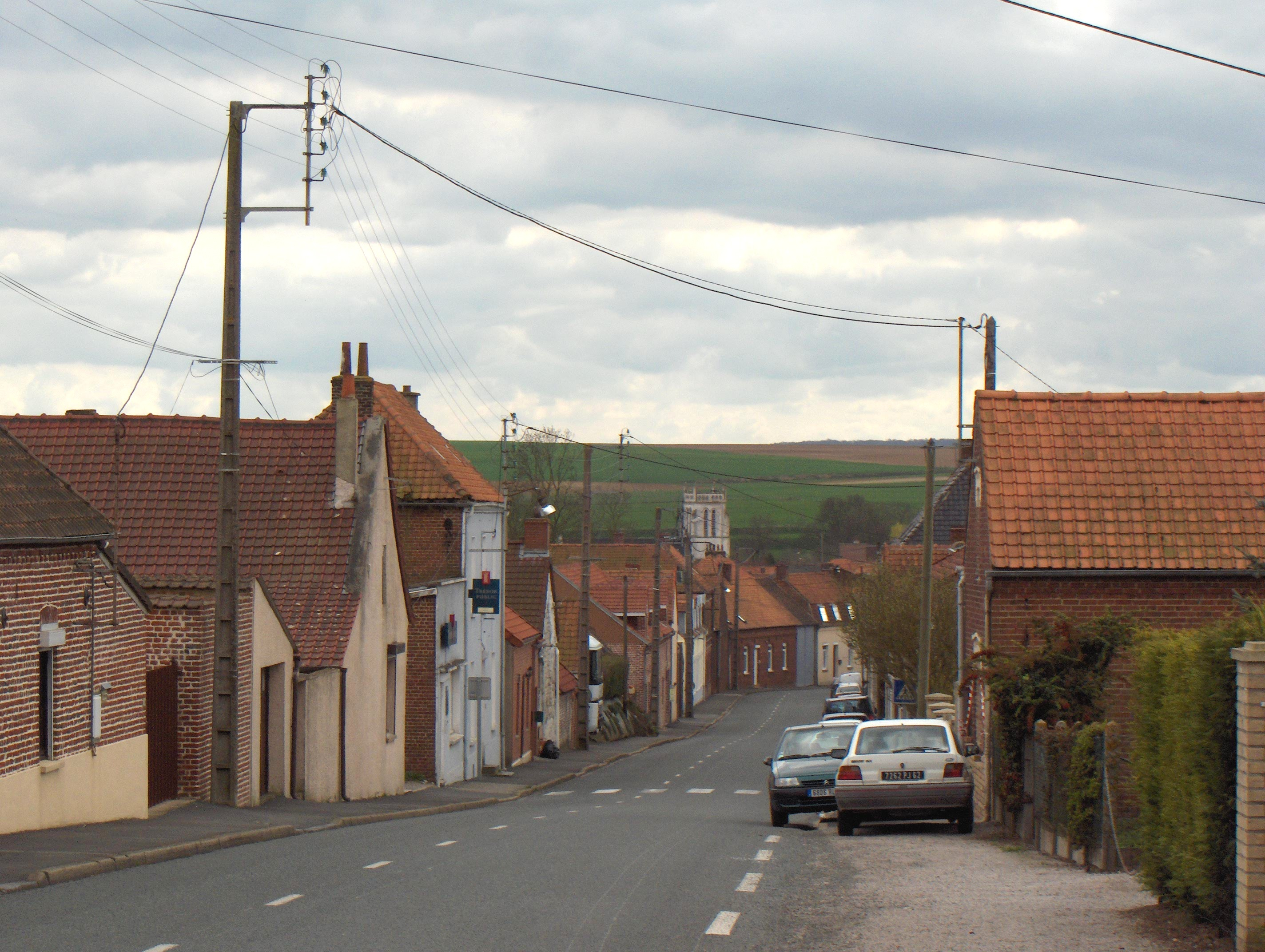
Huidige dorp Thérouanne, vanaf de Rue de Saint-Omer

## Geschiedenis
In de prehistorie  en de oudheid was deze plek een nederzetting die het centrum van de Keltische Morinen-stam vormde. Later werd de stad Terwaan de zetel van het bisdom Terwaan.
In de middeleeuwen behoorde deze Franstalige stad tot het graafschap Vlaanderen, daarna het graafschap Artesië.
In 1553 werd in opdracht van keizer Karel V de stad volledig verwoest, na de oorlogsverklaring aan hem van de Franse koning. Van de talrijke gebouwen, waaronder de kathedraal, is niets overgebleven. Ten tijde van de verwoesting kende de stad ongeveer 2000 inwoners. De site werd verlaten en het bisdom opgeheven.
Op het eind van de 16de eeuw ontstond een nieuw dorp onderaan de heuvel waarop de oude stad ooit had gelegen, aan de oevers van de Leie op de plaats van een oude buitenwijk van Terwaan, Saint-Martin-Outre-Eau. Oude vermeldingen van dit nieuwe dorp dateren uit de 17de eeuw als Faulbourgs de jadis Thérouanne en Faubourgs haults de Théroannes. Op het eind van het ancien régime werd Thérouanne een gemeente. In 1822 werd buurgemeente Nielles-lès-Thérouanne (148 inwoners in 1821) opgeheven en aangehecht bij Thérouanne (570 inwoners in 1821).

## Geografie
De oppervlakte van Thérouanne bedroeg op 1 januari 2022 8,37 vierkante kilometer; de bevolkingsdichtheid was toen 134,8 inwoners per km². Thérouanne ligt aan de Leie. In de gemeente ligt ten zuidwesten van Thérouanne nog het dorp Nielles-lès-Thérouanne. Het huidige Thérouanne ligt in de vallei van de Leie op een hoogte van 35 meter.

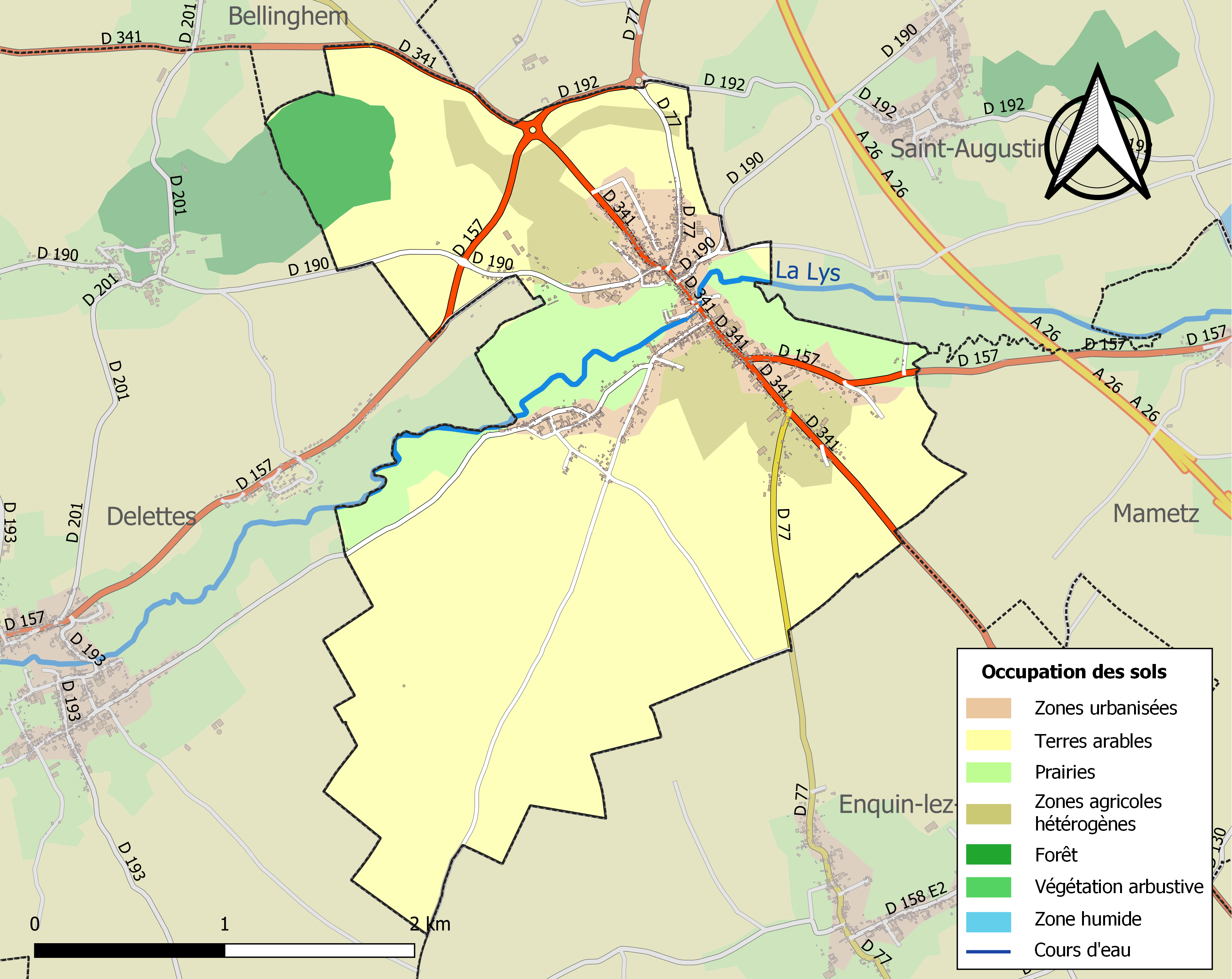
Kaart van de gemeente met belangrijkste infrastructuur, bodemgebruik en omliggende gemeenten

## Bezienswaardigheden
- De neogotische Sint-Maartenskerk (Église Saint-Martin) uit 1872 werd gebouwd in de typische stijl van de streek (met een zware westertoren). De glasramen stellen de wapens van de bisschoppen van Terwaan voor.
- Een site met opgravingen van 7de-eeuwse Karolingische bisschoppelijke gebouwen werd in 1992 ingeschreven als monument historique.
- Het Archeologisch museum.

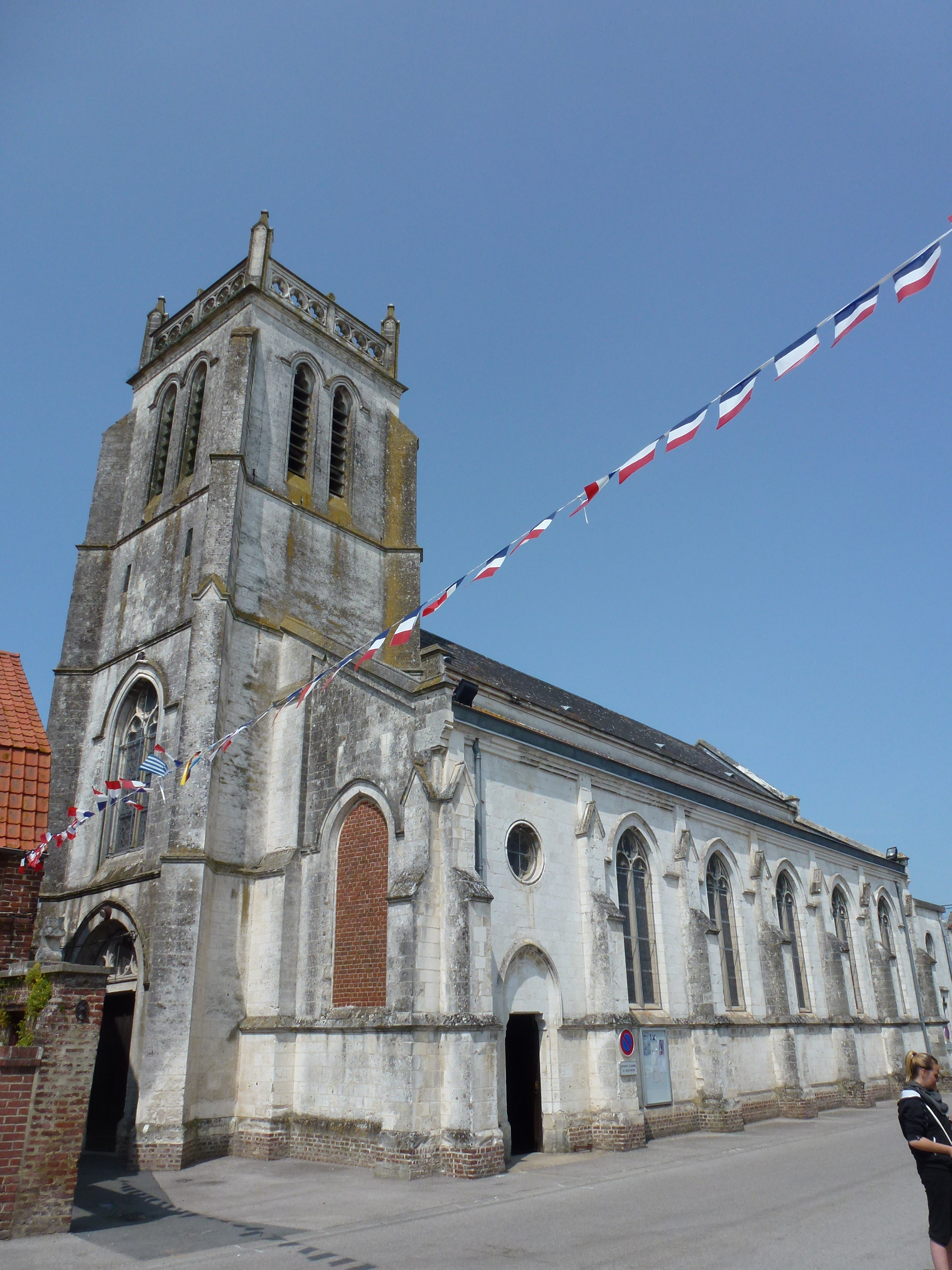
De Sint-Maartenskerk in Thérouanne
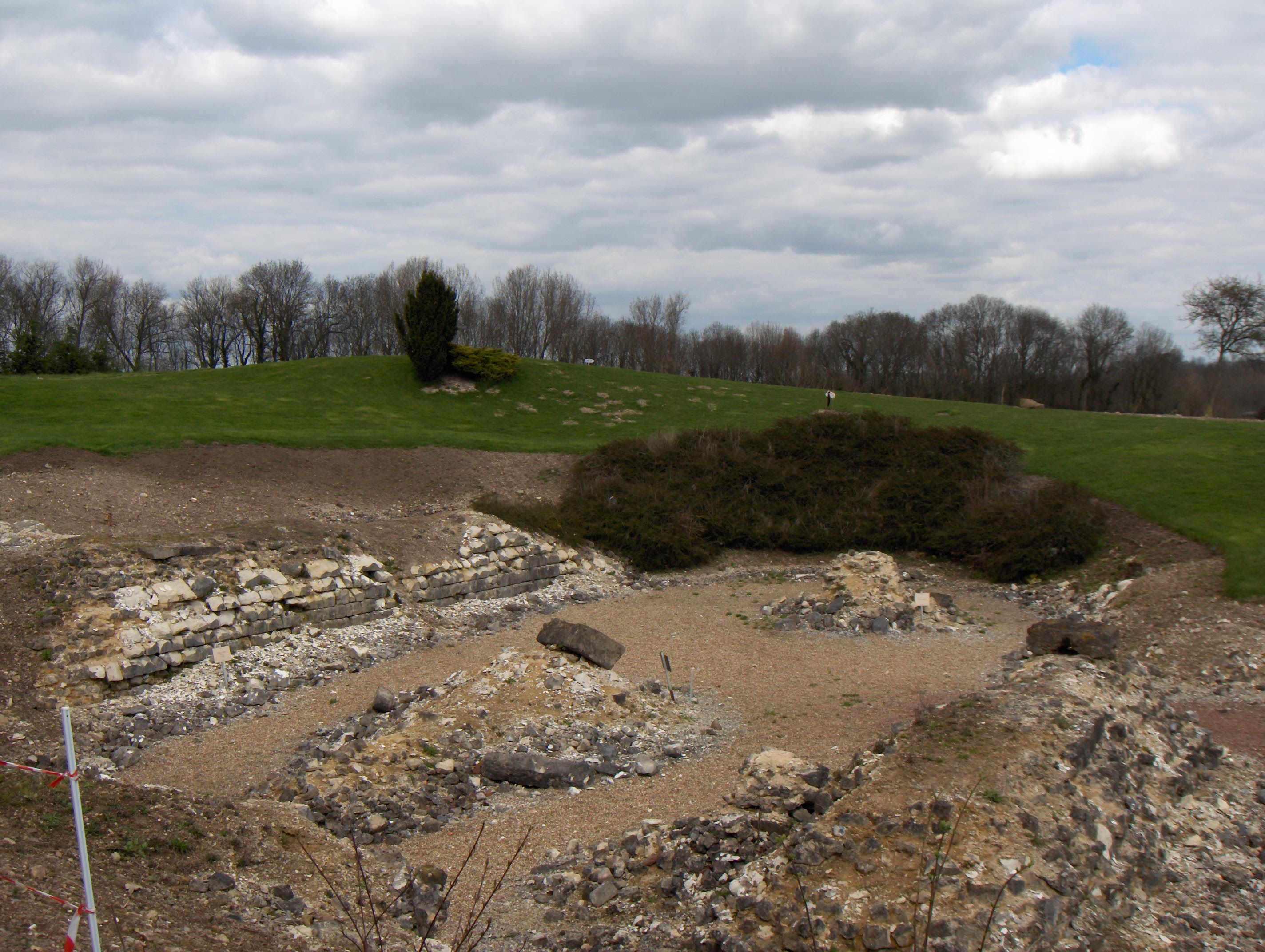
Opgravingen van de bisschoppelijke gebouwen

## Demografie
Onderstaande figuur toont het verloop van het inwoneraantal van Thérouanne vanaf 1962.

Bron: Frans bureau voor statistiek. Cijfers inwoneraantal volgens de definitie population sans doubles comptes (zie de gehanteerde definities)

## Bekende personen
- Austrebertha (ca. 630-703/704), abdis, rooms-katholiek heilige
- Gérard Houllier (1947-2020), voetbaltrainer

## Nabijgelegen kernen
Clarques, Heuringhem, Inghem, Herbelles, Upen d'Aval, Delettes, Nielles-lès-Thérouanne, Enguinegatte, Crecques